# Kasteel van Krasiczyn
Het Kasteel van Krasiczyn is een kasteel in het gelijknamige dorp, gebouwd in renaissance-maniëristische stijl, oorspronkelijk gebouwd aan het begin van de 16e en 17e eeuw. De bouw van het kasteel werd gestart door de kastelein van Przemyśl, Stanisław Sieciński. De vier verschillende hoektorens dragen de namen Boska (goddelijk), Papieska (pauselijk), Królewska (koninklijk) en Szlachecka (nobel). Het kasteel is omgeven door een park. Sinds 20 april 2018 heeft het de status van Historisch Monument

## Geschiedenis
In het derde kwart van de 16e eeuw bouwde Jakub van Siecin (voorvader van de familie Krasicki), een vierkante fortificatie van hout en baksteen, met onder meer een bakstenen poort aan de noordzijde, een houten landhuis, en grondwerken en grachten.
Rond 1580-1590 werd het fort op initiatief van de kasteelheer van het nabijgelegen Przemyśl, Stanisław Sieciński (die later de achternaam Krasicki aannam ) vervangen door een bakstenen kasteel, met vier bastions in de hoeken, omgeven door vijvers. Langs de oostelijke muur werd een woonvleugel gebouwd. Aan de noord- en westzijde werd het paleis omringd door water, waardoor de verdedigingsmogelijkheden groter werden.
Het kasteel, tot dan een versterkt bolwerk dat de zuidelijke grens van het Pools-Litouwse Gemenebest beschermde werd in de jaren 1598-1633 door Marcin Krasicki, woiwode van Podoliëa, die werd beschouwd als een van de belangrijkste kunstpromotoren van het land, veranderd het fort in een verfijnde residentie (palazzo in fortezza), onder toezicht van de Italiaanse architect Galleazzo Appiani. Eén van de torens werd omgebouwd tot kapel en bedekt met een koepel, in het midden van de westelijke muur werd een vierkante "toren van de klok" (Zegarowa) toegevoegd die dienst doet als hoofdpoort, met een muurbrug over de gracht. De bastions werden vervangen door vier ovale torens: Goddelijk (Boska), Pauselijk (Papieska), Koninklijk (Krolewska) en Nobel (Szlachecka).
De Pauselijke Toren dankt zijn naam aan het feit dat er gastenverblijven waren, bestemd voor hoge kerkelijke hoogwaardigheidsbekleders. Waarschijnlijk was de gast daar de pauselijke nuntius Cosimo de Torres, die in de kapel in de Goddelijke Toren een zwaard zou overhandigen dat was ingewijd door de paus, die Polen probeerde over te halen deel te nemen aan de oorlog tegen de Turken. De plafonds in deze kamers waren versierd met geschilderde en gebeeldhouwde versieringen. Er waren schilderijen die verband hielden met de verkiezing van de paus en zijn intrede in het Vaticaan, evenals portretten van eerdere pausen.
Het kasteel bleef tot 1687 in handen van de familie Krasicki, waarna het kortstondig in handen kwam van de familie Modrzewski en vervolgens van de familie Tarłów. In de daaropvolgende jaren kwam het kasteel in handen van de woiwod van Lublin, Jan Tarło, die een aanhanger was van Augustus II, wat ertoe leidde dat Krasiczyn in 1726 werd binnengevallen door Russische troepen en Kozakken. Het kasteel werd ernstig beschadigd. De inrichting van de kamers werd geplunderd, de kasteelkapel en de pauselijke toren werden verwoest. Tijdens de wederopbouw werd de noordelijke vleugel één verdieping verhoogd en bedekt met een mansardedak, werd een nieuwe klokkentoren gebouwd, werd het interieur van de tweede verdieping van de oostelijke vleugel getransformeerd en werd de vorm van veel ramen veranderd. De gevels van het kasteel werden gepleisterd.
Ondanks talrijke branden en oorlogen door de eeuwen heen is het kasteelcomplex sindsdien vrijwel onveranderd gebleven. Door de eeuwen heen heeft het kasteel de meeste beroemde persoonlijkheden uit de Poolse geschiedenis aangetrokken. Onder de bezoekers waren er koningen Sigismund III Wasa, Wladyslaw IV Wasa, Jan II Casimir Wasa en Augustus II. Sigismund III Vasa, van wie Marcin Krasicki een trouw aanhanger was, bezocht het kasteel driemaal. Voor het eerst, in 1608, samen met vrouw Constance van Oostenrijk.
Na de Tweede Wereldoorlog nationaliseerde de communistische regering het complex en richtte in de gebouwen een middelbare bosbouwschool op. In de jaren zeventig was het kasteel eigendom van een autofabrikant uit Warschau. Na de ineenstorting van het communistische systeem vond het kasteel een nieuwe eigenaar, het Agentschap voor Industriële Ontwikkeling van Warschau (Agencja Rozwoju Przemysłu S.A.), dat een uitgebreide renovatie van het complex heeft uitgevoerd. Als gevolg hiervan werd Krasiczyn in 2000 toegevoegd aan de vereniging van hotels en restaurants in historische gebouwen (European Castle Hotels & Restaurants). Het hotel bevindt zich in een zijvleugel van het kasteel. Momenteel is het kasteel Krasiczyn een populaire toeristische attractie en er worden hier rondleidingen georganiseerd.

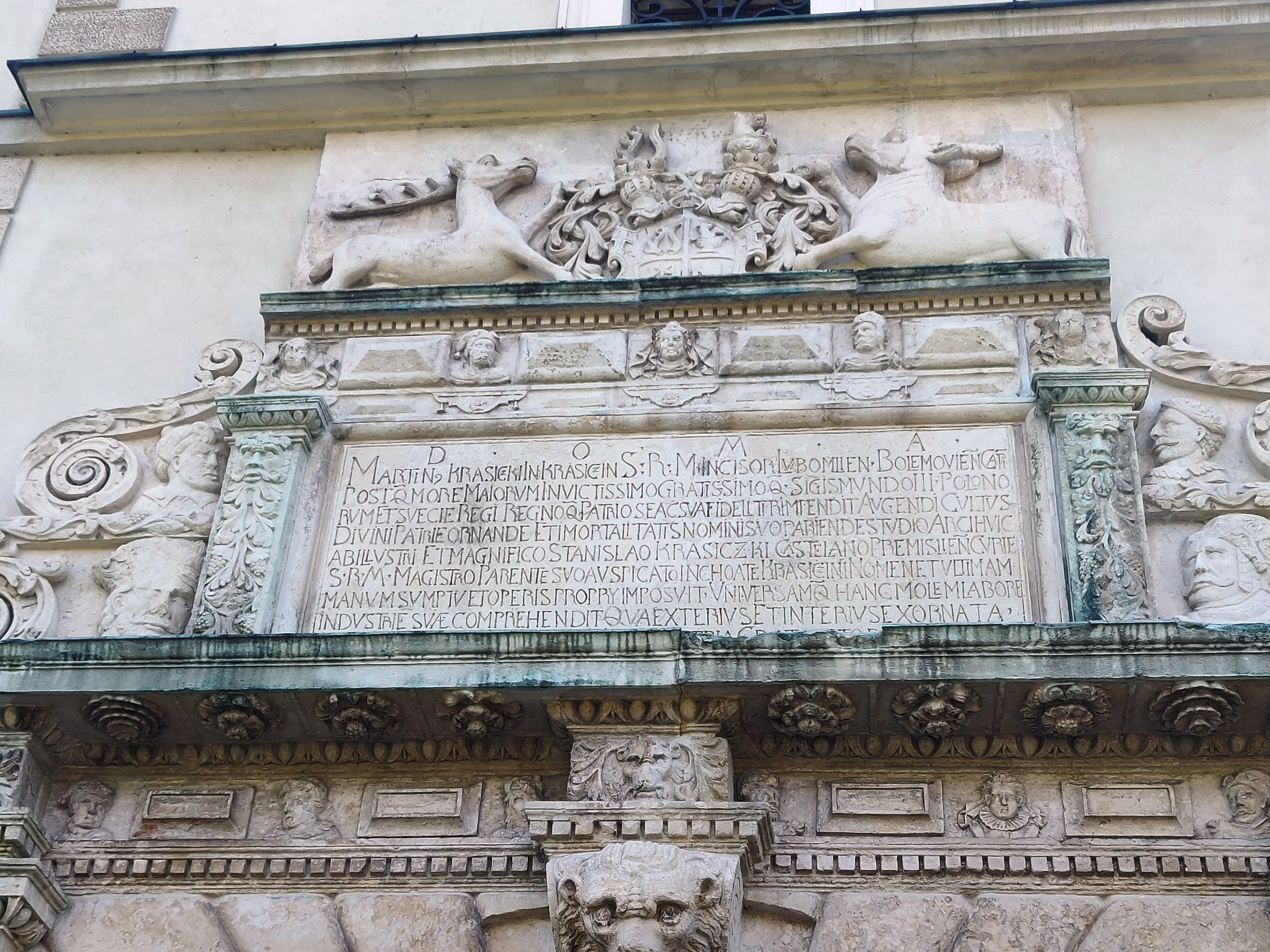
Fronton boven het poortportaal in de westelijke vleugel van het kasteel
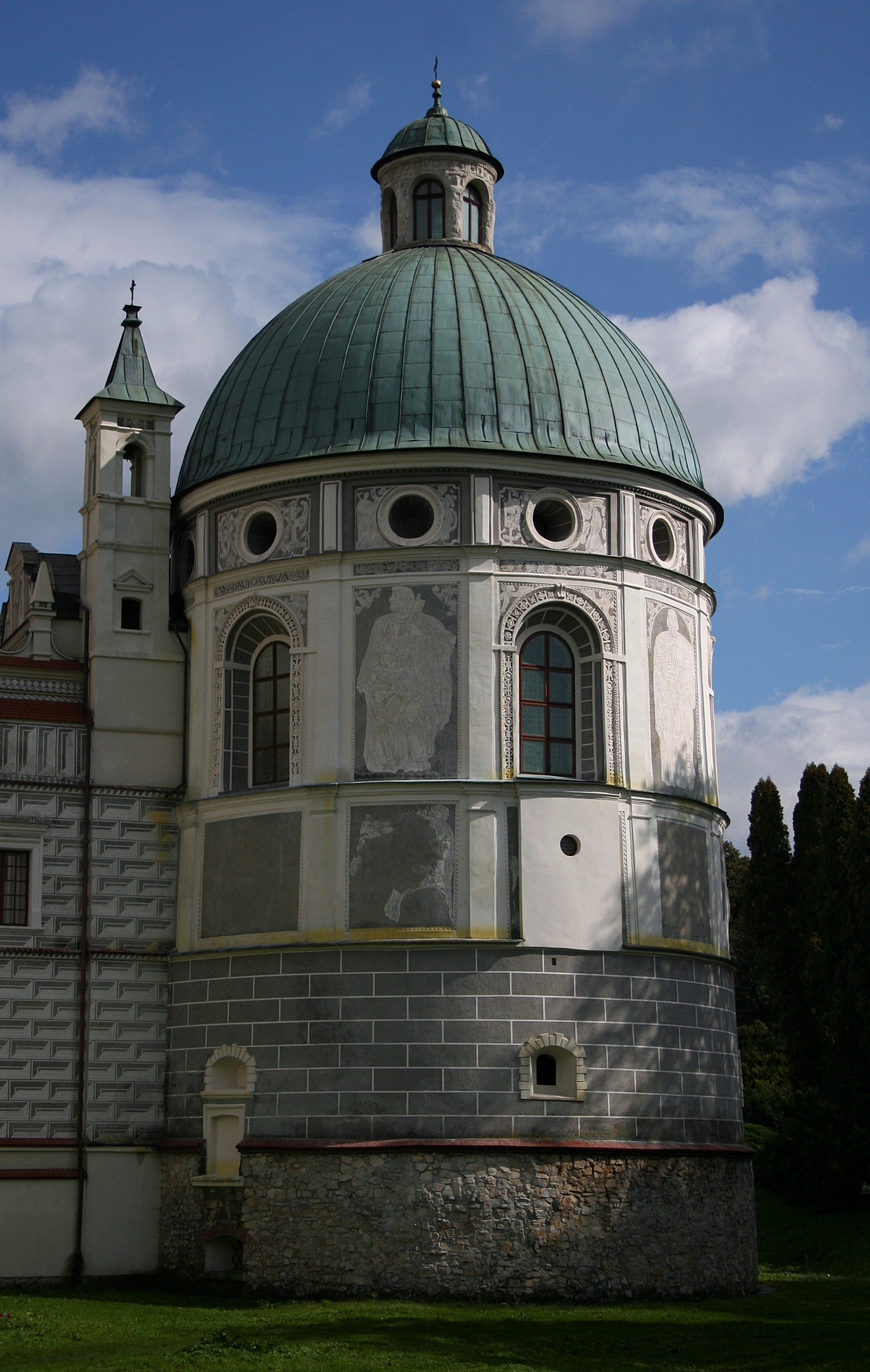
Goddelijke toren
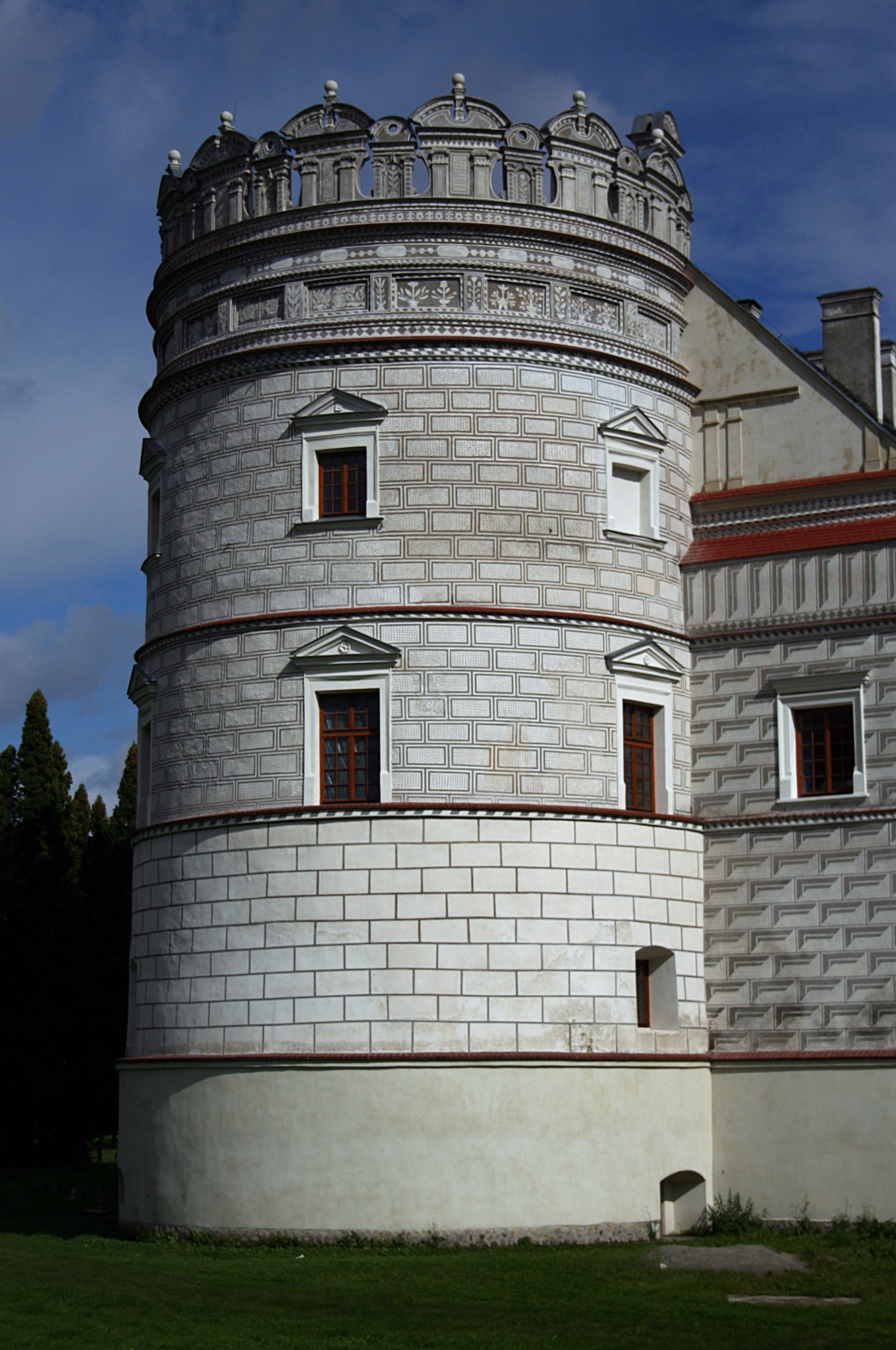
Pauselijke toren
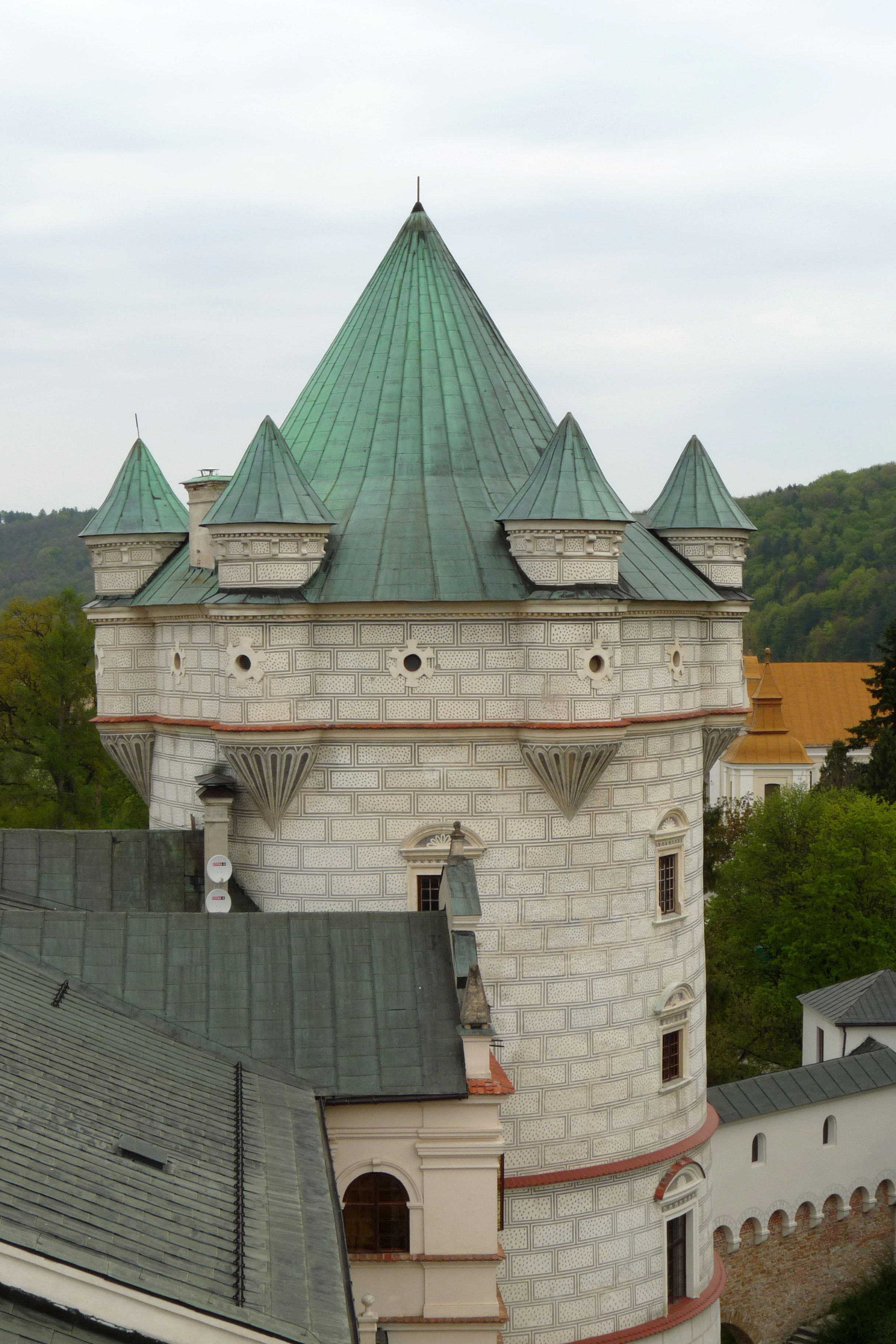
Koninklijke toren
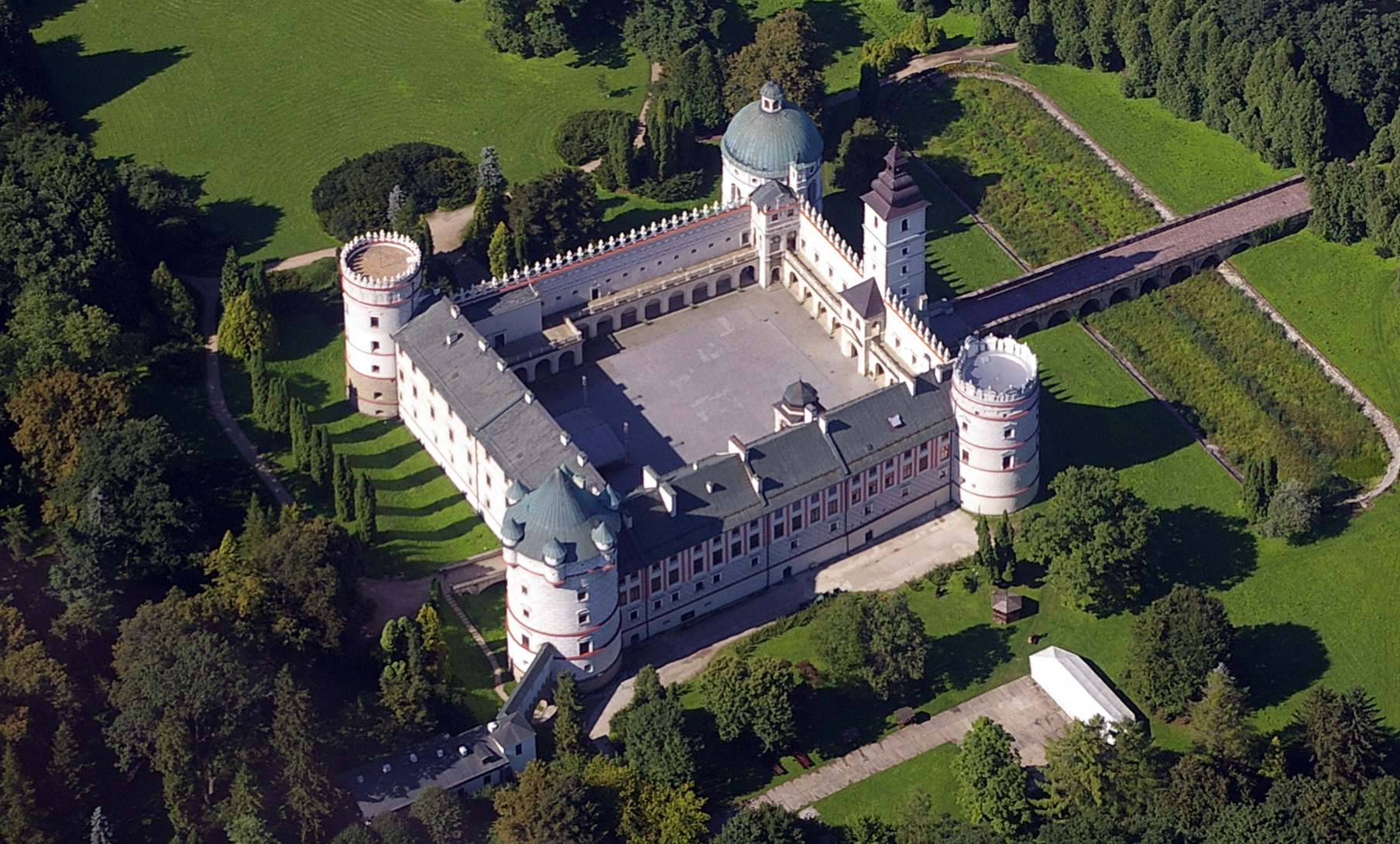
Algemeen beeld van het kasteel

- Gemeinsame Normdatei: 7565960-8
- Virtual International Authority File: 241900648